# Ritafjall (berg i Färöarna)

Ritafjall är ett berg på ön Eysturoy i den norra delen av ögruppen Färöarna i Kungariket Danmark). Bergets högsta topp är 640 meter över havet. Det ligger 8,3 kilometer öster om samhället Klaksvík. 